# Omul-păianjen 3
Omul-păianjen 3 (în engleză Spider-Man 3) este un film american cu supereroi lansat în anul 2007, bazat pe personajul Omul-păianjen din universul Marvel. A fost regizat de Sam Raimi pe baza unui scenariu scris de Raimi împreună cu fratele său mai mare Ivan și cu Alvin Sargent. Este ultimul film din trilogia originală cu Omul-păianjen a lui Raimi, după Omul-păianjen (2002) și Omul-păianjen 2 (2004). În rolurile principale au fost distribuiți actorii Tobey Maguire, Kirsten Dunst, James Franco, Thomas Haden Church, Topher Grace, Bryce Dallas Howard, Rosemary Harris, J.K. Simmons și James Cromwell. După evenimentele din Omul-păianjen 2, Peter Parker a devenit un fenomen cultural în costumul supereroului, în timp ce Mary Jane Watson își continuă cariera pe Broadway. Harry Osborn încă își caută răzbunarea pentru moartea tatălui său, iar un Flint Marko evadat ajunge într-un accelerator de particule și este transformat într-un manipulant de nisip. Un simbiont extraterestru se prăbușește pe Pământ și se unește cu Peter, influențându-i în rău comportamentul, iar în tot acest timp Peter trebuie să se confrunte cu fostul său prieten: Harry Osborn, care este acum un asasin super-om și caută să răzbune moartea tatălui său; dar și cu un condamnat cu super puteri: Flint Marko, adevăratul criminal al unchiului său, Ben Parker.
Dezvoltarea la Omul-păianjen 3 a început imediat după premiera lui Omul-păianjen 2, pentru o lansare programată în 2007. În timpul pre-producției, Raimi a dorit să fie inclus încă un antagonist pe lângă Sandman, dar la cererea producătorului Avi Arad, el l-a adăugat pe Venom, iar producătorii au cerut și adăugarea lui Gwen Stacy. Filmările au început în ianuarie 2006 și au avut loc în Los Angeles și Cleveland, după care s-au mutat în New York City din mai până în iulie 2006. Cadre adiționale au fost turnate în luna august, iar filmările s-au încheiat complet în octombrie 2006. În timpul post-producției, Sony Pictures Imageworks a creat 900 de cadre cu efecte vizuale speciale. Cu un buget estimat la 258 milioane $, a fost la momentul lansării cel mai costisitor film din toate timpurile.
Omul-păianjen 3 a avut premiera pe 16 aprilie 2007 la Tokyo și a fost lansat în Statele Unite atât în cinematografe convenționale, cât și în IMAX pe 4 mai 2007. Filmul a avut încasări de peste 890 de milioane $, devenind cel mai de succes film al trilogiei, al treilea cel mai profitabil film al anului 2007 și cel mai profitabil film cu Omul-păianjen din toate timpurile. În ciuda încasărilor mari, a primit recenzii mixte din partea criticilor, care au reacționat pozitiv față de coloana sonoră, efectele speciale, jocul actoricesc și scenele de acțiune, dar negativ față de unele aspecte ale intrigii și folosirea celor trei antagoniști. Majoritatea acestor probleme au fost ulterior atribuite interferențelor studioului și diferențelor creative dintre Raimi și Arad.
Un al patrulea film, denumit Omul-păianjen 4, era programat să se lanseze pe 6 mai 2011, urmat de un film spin-off cu Venom, dar a fost anulat în urma diferențelor creative ale lui Raimi cu scenariștii și producătorii, dar și în favoarea relansării din 2012, Uimitorul Om-păianjen, în regia lui Marc Webb. Webb s-a întors pentru un al doilea film, după care seria a primit o nouă relansare, în Universul Cinematografic Marvel, în regia lui Jon Watts, primul din aceasta serie fiind Spider-Man: Homecoming.

## Intriga
Peter Parker plănuiește să o ceară în căsătorie pe Mary Jane Watson, care tocmai și-a făcut debutul muzical pe Broadway. Ulterior, un meteorit aterizează în Central Park, iar un simbiont extraterestru îl urmărește pe Peter până la apartamentul său. Harry Osborn, căutând răzbunare pentru moartea tatălui său, îl atacă pe Peter cu arme bazate pe tehnologia Green Goblin a tatălui său. Lupta se termină la egalitate, dar Harry se prăbușește și capătă amnezie, pierzând amintirile cu Peter în costumul Omului-păianjen. Între timp, poliția îl urmărește pe evadatul Flint Marko, care își vizitează soția și fiica muribundă înainte de a pleca din nou și de a cădea într-un accelerator de particule experimental care îi fuzionează corpul cu nisipul din jur, transformându-l în Sandman.
În timpul unui festival în cinstea Omului-păianjen, Peter o sărută pe Gwen Stacy, lucru ce o înfurie pe Mary Jane. Antagonistul Marko jefuiește o mașină blindată, iar Peter îl confruntă. Marko îl învinge ușor pe Peter și scapă. Căpitanul de poliție NYPD George Stacy îi informează pe Peter și pe mătușa May că Marko este ucigașul unchiului Ben; decedatul Dennis Carradine a fost complicele lui Marko. În timp ce Peter doarme în costumul supereroului, simbiontul i se asimilează. Peter se trezește ulterior, iar costumul îi este schimbat și puterile intensificate; cu toate acestea, simbiontul scoate la suprafață latura negativă a lui Peter. Purtând noul costum, Peter îl localizează pe Marko și se luptă cu el într-un tunel de metrou. Descoperind că apa este slăbiciunea lui Marko, Peter sparge un rezervor, apa revărsată reducându-l pe Marko la stadiul de noroi, care apoi este înlăturat ușor.
Personalitatea schimbată a lui Peter o îndepărtează pe Mary Jane, a cărei carieră este pe o pantă descendentă, iar ea găsește alinare în brațele lui Harry, pe care apoi îl părăsește plină de regrete. Harry își revine din amnezie și, somat de o halucinație cu tatăl său, o șantajează pe Mary Jane pentru a se despărți de Peter. După ce Mary Jane îi spune lui Peter că iubește pe „altcineva”, Harry se întâlnește cu Peter și îi zice că el este acel „altcineva”. Peter îl acuză pe Harry că a forțat-o pe Mary Jane să-și încheie relația cu el și, malițios, îi spune lui Harry că tatăl lui nu l-a iubit niciodată. Debutează o altă bătălie, iar Harry rămâne desfigurat în urma unei „bombe dovleac” pe care a aruncat-o către Peter și Peter i-a trimis-o înapoi.
Între timp, Peter îl demască pe fotograful rival Eddie Brock, ale cărui poze false îl zugrăveau pe Omul-păianjen drept un criminal. Acest plagiat îl face pe șeful lor, J. Jonah Jameson, să-l concedieze pe Brock. {entru a o face pe Mary Jane geloasă, Peter o aduce apoi pe Gwen la clubul de noapte unde Mary Jane s-a angajat recent. Realizând asta, Gwen părăsește clubul, și, după ce Peter o atacă accidental pe Mary Jane, începe să-și dea seama că este corupt de simbiont. Retrăgându-se în clopotnița unei biserici, Peter se ciocnește de clopot și îndepărtează simbiontul, care coboară în biserică și se împreunează cu Brock, care în schimb, rugându-se pentru moartea lui Peter, este transformat în Venom. Brock îl localizează pe Marko și îl convinge să i se alăture pentru a-l doborî pe Peter.
Prefăcându-se a fi șofer de taxi, Brock o răpește pe Mary Jane și o folosește ca momeală, ținând-o captivă la înălțime pe o pânză de lângă un șantier de construcții, în timp ce Marko se ocupă de poliție. Căutând ajutor, Peter se duce la Harry, care îl refuză. În timp ce Peter se luptă cu Brock și Marko, Harry află adevărul desprea moartea tatălui său de la valetul său și merge la șantier pentru a-l ajuta pe Peter, ceea ce se lasă cu o bătălie trepidantă între cei patru. Harry îl învinge pe Sandman înainte de a-l ajuta pe Peter împotriva lui Brock. Într-o bătălie ulterioară, Brock încearcă să-l înjunghie pe Peter cu țepii din planorul lui Harry, dar Harry intră la mijloc și se sacrifică. Amintindu-și de slăbiciunea simbiontului, Peter formează un perimetru din țevi de metal pentru a crea un atac sonic care să-l slăbească. Simbiontul este slăbit și Peter poate acum să-l separe de Brock. Peter activează o „bombă dovleac” din planorul lui Harry și o aruncă spre simbiont, dar Brock, încercând să redevină Venom, se aruncă spre simbiont și este omorât împreună cu acesta.
După bătălie, Marko îi explică lui Peter că moartea unchiului Ben nu a fost doar un accident, și că unchiul Ben a încercat să-l ajute, iar moartea sa încă îl bântuie. Peter îl iartă pe Marko, care apoi pleacă. Peter și Mary Jane stau alături de Harry, care moare din cauza rănilor. Peter, Mary Jane și mătușa May participă la înmormântarea lui Harry. Ulterior, la clubul de noapte, Peter și Mary Jane se împacă.

## Distribuție
- Tobey Maguire în rolul lui Peter Parker / Omul Păianjen: Un student inteligent la fizică de la Universitatea Columbia și fotograf liber-profesionist pentru ziarul Daily Bugle, care a primit abilități de păianjen de la o arahnidă modificată genetic, pe care le folosește pentru a fi un justițiar în costum de om-păianjen ce protejează New York City de lumea criminalilor. El este personajul principal.
- Kirsten Dunst în rolul lui Mary Jane Watson: Prietena lui Peter Parker și actriță pe Broadway.
- James Franco în rolul lui Harry Osborn / Noul Goblin Verde: Fiul dedicat al lui Norman Osborn și fost cel mai bun prieten al lui Peter Parker, care crede că Omul Păianjen i-a ucis tatăl. După ce află că Peter este Omul-păianjen și că tatăl său a fost Goblinul Verde, devine un asasin psihopat înarmat cu același echipament ca și tatăl său și încearcă să se răzbune direct pe Peter.
- Thomas Haden Church în rolul lui Flint Marko / Sandman: Un infractor mărunt înstrăinat de soție și cu o fiică bolnavă. În încercarea de a fura bani, este prins în mijlocul unui accident ciudat și este transformat într-un maestru al manipulării nisipului. După ce Peter află că el este adevăratul ucigaș al unchiului Ben, este vânat de Omul-păianjen.
- Topher Grace în rolul lui Eddie Brock, Jr.: Un fotograf-rival la Daily Bugle, care este demascat de Peter pentru niște imagini false cu Omul-păianjen. Dorește să se răzbune după ce se împreunează cu simbiontul, care îl transformă în Venom, o ființă monstruoasă cu aceleași abilități de păianjen.
- Bryce Dallas Howard în rolul lui Gwen Stacy: Colegă de laborator și prietenă a lui Peter, care este salvată de Omul-păianjen de la moarte. Eddie Brock este interesat de ea.
- Rosemary Harris în rolul lui May Parker: Mătușa lui Peter. Îi oferă nepotului ei inelul ei de logodnă pentru a o cere în căsătorie pe Mary Jane și îl învață să fie iertător.
- J. K. Simmons în rolul lui J. Jonah Jameson: Șeful energic al ziarului Daily Bugle, care îl disprețuiește pe Omul-păianjen.
- James Cromwell în rolul lui George Stacy: Tatăl lui Gwen și căpitan la New York City Police Department.
- Theresa Russell în rolul Emmei Marko: Soția lui Flint Marko.
- Dylan Baker în rolul dr. Curt Connors: Profesorul de fizică al lui Peter, care examinează un fragment din simbiont și îi spune lui Peter că „amplifică caracteristicile gazdei... în special agresivitatea.”

- Bill Nunn în rolul lui Joseph „Robbie” Robertson: Angajat cu vechime de la Daily Bugle.

- Elizabeth Banks în rolul lui Betty Brant: Secretara lui Jameson de la Daily Bugle.

- Ted Raimi în rolul lui Hoffman: Angajat la Daily Bugle, care îi sugerează un slogan lui Jameson.

- Perla Haney-Jardine în rolul lui Penny Marko: Fiica bolnavă a lui Flint și a Emmei.

- Willem Dafoe în rolul lui Norman Osborn / Goblin Verde: Halucinația tatălui decedat al lui Harry, care îl încurajează să-l elimine pe Omul-păianjen.

- Cliff Robertson în rolul lui Ben Parker: Unchiul decedat al lui Peter Parker. Ultimul rol al lui Robertson; el a murit patru ani mai târziu, la 88 de ani

- Elya Baskin în rolul dl. Ditkovitch: proprietarul care vrea ca Peter să-i plătească chiria.

- Mageina Tovah în rolul Ursulei Ditkovitch: Fiica modestă a domnului Ditkovitch.

- Michael Papajohn în rolul lui Dennis Carradine: Hoț de mașini, despre care se credea că este ucigașul unchiului Ben.

Co-creatorul Omului-păianjen, Stan Lee, are o apariție cameo în Omul-păianjen 3, precum are și în multe alte filme ale celor de la Marvel. El are rolul unui om care, după ce citește un buletin de știri alături de Peter, îi spune: „Știi, eu cred că și un singur om poate face diferența”, după care dă replica sa binecunoscută „Atâta zic.” Actorul Bruce Campbell, care a avut roluri cameo de crainic de wrestling în primul Omul-păianjen și ca un însoțitor nepoliticos în Omul-păianjen 2, se întoarce în Omul-păianjen 3 pentru rolul unui șef de restaurant. Personajul său îl ajută pe Peter să o ceară în căsătorie pe Mary Jane. După mai mulți ani, Jeffrey Henderson, care a lucrat la scenariul pentru filmul anulat Omul-păianjen 4, a distribuit informații în legătură cu ce antagoniști urmau să apară în al patrulea film. Unul dintre aceștia era personajul lui Bruce Campbell, reprezentat de Quentin Beck / Mysterio. Compozitorul Christopher Young apare în film ca pianist în momentul în care Mary Jane este concediată, în timp ce producătorul Grant Curtis are un cameo în rolul șoferului mașinii blindate pe care o atacă Sandman. Joe Manganiello are un cameo în rolul lui Flash Thompson la înmormântarea lui Harry.

## Producție

### Dezvoltarea
"Cel mai important lucru pe care Peter îl are de învățat acum este acest întreg concept despre el ca antagonist sau erou; el poartă costumul roș-albastru, și cu fiecare răufăcător pe care îl aduce în fața justiției, el încearcă să își plătească datoria și vina pe care o simte față de moartea unchiului Ben. El se consideră un erou și o persoană fără de greșeală în fața acestor personaje negative cu care se luptă. Am simțit că ar fi un lucru grozav pentru el dacă nu ar mai vedea lumea doar în alb și negru și că el nu este mai presus decât aceste personaje." 
În martie 2004, cu Omul-păianjen 2 urmând să se lanseze în luna iunie, Sony începe dezvoltarea la Omul-păianjen 3 pentru o lansare programată în 2007. La lansarea filmului Omul-păianjen 2, era deja stabilită data de lansare pentru Omul-păianjen 3: 2 mai 2007. Data a fost ulterior schimbată în 4 mai 2007. În ianuarie 2005, Sony Pictures Entertainment a încheiat un contract de șapte cifre cu scenaristul Alvin Sargent, cel care a scris și Omul-păianjen 2, pentru a lucra la Omul-păianjen 3, cu o opțiune de a scrie și al patrulea film.
Imediat după lansarea lui Omul-păianjen 2, Ivan Raimi a scris un tratament timp de două luni, iar Sam Raimi a decis să folosească filmul pentru a explora cum Peter descoperă că nu este un justițiar fără de greșeală, și că există omenie în cei pe care el îi consideră răufăcători. Harry Osborn a fost readus deoarece Raimi a vrut să-i ducă povestea la un final. Raimi simțea că Harry nu va călca pe urmele tatălui său, ci va fi „undeva între.” Sandman a fost introdus ca antagonist, deoarece Raimi l-a considerat un personaj fascinant în materie de vizual. În benzile desenate, Sandman era doar un infractor mărunt, dar scenariștii i-au creat un trecut în care el îl omorâse pe unchiul Ben pentru a amplifica răzbunarea pe care Peter o dorește pentru moartea acestuia și pentru a pune la îndoială percepția simplistă pe care el o are asupra incidentului. Per total, Raimi a descris filmul ca fiind despre Peter, Mary Jane, Harry, și Sandman, iar evoluția prin care trebuie să treacă Peter este una despre iertare.
Raimi a dorit un alt antagonist, și Ben Kingsley era implicat în negocieri pentru a-l juca pe Vultur, înainte ca personajul să fie eliminat. Producătorul Avi Arad l-a convins pe Raimi să-l includă pe Venom, un personaj pe care el îl considera „fără omenie” și care inițial a fost criticat de Sam Raimi. Alter ego-ul lui Venom, Eddie Brock, avea deja un rol minor în scenariu. Arad i-a spus regizorului că Venom are o bază de fani puternică, iar Raimi a inclus personajul pentru a-i face pe plac, dar în cele din urmă și el a început să aprecieze personajul. Versiunea din film a personajului este rezultatul unui amalgam de povestioare cu Venom. Eddie Brock, Jr., partea umană a lui Venom, servește ca oglindă pentru Peter Parker, ambele personaje având locuri de muncă și interese romantice similare. Acțiunile lui Brock ca jurnalist în Omul-păianjen 3 reprezintă temele contemporane ale paparazzilor și tabloidelor. Producătorii au sugerat și adăugarea rivalei lui Mary Jane, Gwen Stacy, pentru a ilustra tipul „celeilalte fete” pe care Raimi îl avea deja creat. Cu atâtea adăugiri, Sargent și-a găsit scenariul atât de complex încât a luat în considerare ideea de a împărți povestea în două filme, dar a abandonat-o după ce nu a reușit să găsească un punct culminant intermediar destul de interesant.

### Filmările
Echipa de filmare a petrecut 10 zile, între 5 și 18 noiembrie 2005, pentru a filma secvențele care urmau să includă efecte speciale vizuale intense pentru ca Sony Pictures Imageworks să poată începe munca la cadre din timp. Același plan a fost folosit și pentru Omul-păianjen 2 pentru a putea începe din timp munca la scenele cu efecte vizuale ce îl implică pe antagonistul Doctor Octopus.
Filmările principale la Omul-păianjen 3 au început pe 16 ianuarie 2006 și s-au încheiat în iulie 2006, după peste 100 de zile de filmare. Echipa a turnat în Los Angeles până la 19 mai 2006. În primăvara lui 2006, managerul de locație al filmului, Peter Martorano, a adus echipa de filmare la Cleveland datorită faptului că Greater Cleveland Film Commission a oferit spațiu de producție la centrul de convenții al orașului fără niciun cost suplimentar. În Cleveland, ei au turnat lupta dintre Omul-păianjen și Sandman în mașina blindată. Apoi, echipa s-a mutat în Manhattan, unde filmările au avut loc în diferite locații, inclusiv la One Chase Manhattan Plaza, între 26 mai 2006 și 1 iulie 2006. Aceste filmări l-au solicitat extrem de mult pe Raimi, care trebuia să se mute des între locații pentru a termina filmul, dar și pe regizorul de imagine Bill Pope, de vreme ce personajul simbiont Omul-păianjen, Venom, și Noul Goblin erau costumați în negru în timpul scenelor de luptă, care aveau loc noaptea.
După luna august, au avut loc refilmările, Raimi dorind să turneze cât mai multe scene de acțiune. Producția la film a fost încheiată în octombrie, cu toate că anumite cadre adiționale ce includeau efecte speciale au fost filmate pentru a finaliza complet producția o lună mai târziu. La începutul lui 2007, au fost turnate din nou alte cadre pentru a concluziona povestea lui Sandman, ajungându-se la patru versiuni diferite.

### Efecte speciale

Pugilistul cu brațul amputat Baxter Humby, în rolul Omului-păianjen, înfige un pumn generat pe calculator prin pieptul lui Sandman, jucat de Thomas Haden Church.

John Dykstra, care a câștigat Premiul Oscar pentru cele mai bune efecte vizuale pentru munca sa la Omul-păianjen 2, a refuzat oferta de a lucra și la al treilea film ca regizor de efecte vizuale. Colegul lui Dykstra, Scott Stokdyk, i-a luat locul, ajungând șeful unei echipe de 200 de programatori de la Sony Pictures Imageworks. Acest grup a proiectat programe de computer specifice, care nu existau la vremea când Omul-păianjen 3 a intrat în producție, creând 900 de cadre cu efecte speciale vizuale.

Ideea de concept pentru costumul lui Venom, care, spre deosebire de benzile desenate, posedă motivul pânzei de păianjen, pentru a evidenția controlul simbiontului și a reprezenta personajul ca pe o versiune alterată a Omului-păianjen.

Pe lângă efectele vizuale inovatoare din film, Stokdyk a creat o machetă în miniatură a unor zgârie-nori (la scara de 1:16) cu ajutorul lui Ian Hunter, regizor de efecte speciale la New Deal Studios, și David Sanger. Stokdyk a ales să proiecteze macheta în detrimentul graficii pe calculator pentru ca daunele făcute clădirii să fie zugrăvite realist și oportun fără a se folosi simulare pe computer. În plus, Cafe FX a furnizat pentru Sony Pictures Imageworks efecte vizuale pentru scena dezastrului cu macaraua, când Omul-păianjen o salvează pe Gwen Stacy, precum și pentru cadrele cu bătălia culminantă.
Pentru a înțelege efectele nisipului pentru Sandman, au fost întreprinse experimente cu 12 tipuri de nisip, precum împroșcare, lansare către cascadori, și turnare peste margini. Rezultatele au fost introduse apoi în computer pentru a crea efectele vizuale pentru Sandman. Pentru scenele cu efecte vizuale, Thomas Haden Church a fost suprapus pe ecran, iar apoi s-au aplicat efectele pe calculator. Cum nisipul reprezenta un posibil pericol în scenele în care actorii erau îngropați, ca înlocuitor au fost folosiți coceni de porumb măcinați. Datorită asemănării cu substanța dorită, nisipul din Arizona a fost folosit ca model pentru nisipul generat pe calculator. În lupta în care Omul-păianjen își înfige pumnul în pieptul lui Sandman, expertul în arte marțiale Baxter Humby i-a luat locul lui Tobey Maguire pentru a se filma scena. Humby, a cărui mână dreaptă i-a fost amputată la naștere, a furnizat efectul scontat de trecere a pumnului prin pieptul lui Sandman.
Costumul simbiont pe care Omul-păianjen îl poartă în benzile desenate era în mare parte negru cu un păianjen mare și alb pe piept și spate. Designul a fost schimbat pentru acest film, pentru a deveni o versiune întunecată a costumului tradițional al Omului-păianjen, fiind asociat cu motivul pânzei de păianjen. De aceea, costumul pe care Topher Grace îl poartă când este Venom poartă și motivul pânzei; după cum producătorul Grant Curtis a notat, „este costumul Omului-păianjen, dar amestecat și alterat pentru a deveni aparte.” În plus, motivul a acordat un rost de ființă simbiotului extraterestru, fiind zugrăvit ca și cum ar acapara corpul personajului. Când a animat simbiontul, Raimi nu a dorit să se asemene cu un păianjen sau cu o caracatiță, ci a dorit să fie de sine stătător. Modelul CG a fost proiectat din mai multe părți separate. Pentru inspirație la animarea lui Venom, echipa a vizionat imagini cu feline mari, precum lei și gheparzi, pentru mișcările agile ale personajului.

### Muzica
Inițial, Danny Elfman, compozitorul filmelor anterioare, nu plănuia să se întoarcă pentru o a treia oară, datorită neînțelegerilor cu regizorul Sam Raimi. Elfman a spus că a avut o „experiență mizerabilă” lucrând cu Raimi la Omul-păianjen 2 și nu și-a putut adapta confortabil muzica. Christopher Young a fost anunțat drept compozitor la Omul-păianjen 3 în absența lui Elfman. Cu toate acestea, în decembrie 2006, producătorul Grant Curtis a anunțat că Elfman a început să colaboreze cu Christopher Young la coloana sonoră a filmului Omul-păianjen 3.
Tema muzicală a lui Sandman folosește „două saxofoane de contrabas, două clarinete de contrabas, două fagoturi de contrabas și opt corni francezi de tonalitate foarte joasă” pentru a produce un sunet „agresiv, greu și jos”. Young a descris piesa lui Venom ca „feroce, instrucțiunile pe care le-am primit erau că el este diavolul în persoană. Tema sa este mai demonică.” Tema lui Venom folosește opt corni francezi. Raimi a aprobat noile piese după prima reprezentație, dar a refuzat muzica inițială de la „nașterea” lui Sandman, găsind-o prea monstruoasă și prea puțin tragică. Young a fost nevoit să recompună mare parte din coloana sonoră ulterior, deoarece producătorii au simțit că nu există destule teme audio din filmele anterioare. Într-un final, s-a renunțat la noile piese pentru povestea de dragoste, pentru mătușa May, și pentru Mary Jane.

## Lansarea

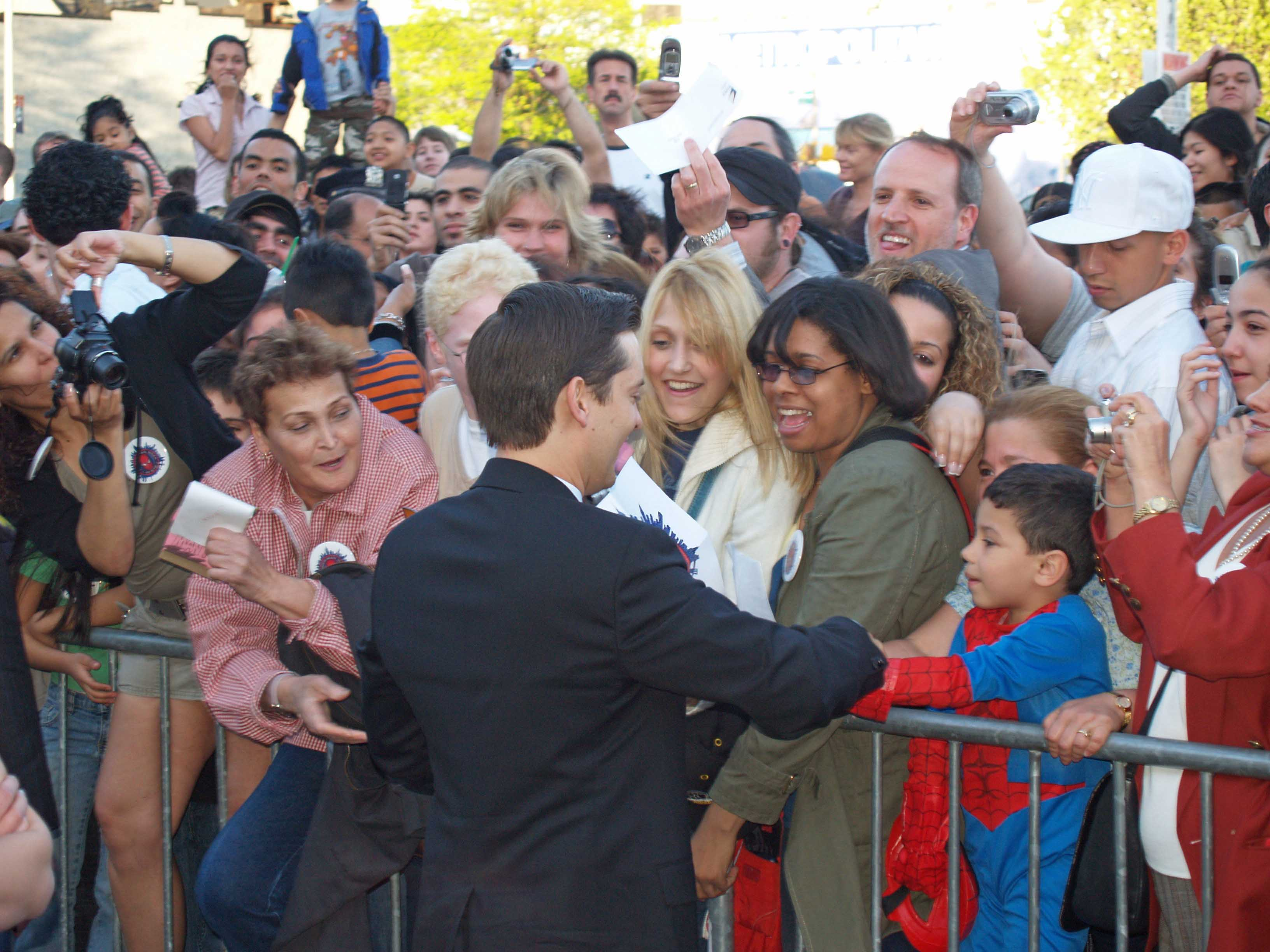
Tobey Maguire salută fanii la premiera din Queens, New York.

Omul-păianjen 3 a avut premiera mondială la Toho Cinemas Roppongi Hills din Tokyo pe 16 aprilie 2007. Filmul a avut premiera în Regatul Unit pe 23 aprilie 2007 la Odeon Leicester Square, și premiera din SUA la Festivalul de Film de la Tribeca din Queens pe 30 aprilie 2007.
Omul-păianjen 3 a fost lansat comercial în șaisprezece teritorii pe 1 mai 2007. Filmul a fost lansat în Japonia pe 1 mai 2007, cu trei zile înainte de lansarea comercială americană, pentru a coincide cu Săptămâna de Aur japoneză. Omul-păianjen 3 a fost lansat în China pe 3 mai 2007 pentru a împiedica fabricarea de copii nelicențiate ale filmului. Lansarea filmului în China înainte de lansarea domestică din SUA a fost o premieră pentru Sony Pictures Releasing International. Până pe 6 mai 2007, Omul-păianjen 3 a avut premiera în 107 țări de pe tot mapamondul.
Filmul a fost lansat comercial în Statele Unite pe 4 mai 2007 într-un număr-record de 4.253 de cinematografe, incluzând 53 de cinematografe IMAX. Acest record a fost depășit ulterior de Pirații din Caraibe: La capătul lumii, care a fost lansat în 4.362 de cinematografe în Statele Unite—cu 109 mai multe decât Omul-păianjen 3. Datele din luna premergătoare lansării din SUA arătau că peste 90% dintre cinefili știau de acest film și peste 20% dintre ei aveau ca primă alegere acest film în cazul unui drum la cinema, statistici care aveau ca rezultat un câștig în primul weekend de la lansare de peste 100 milioane $ pentru Omul-păianjen 3. Pe 23 aprilie 2007, s-a dezvăluit că biletele online pentru Omul-păianjen 3 au fost cumpărate la o rată mai mare—de trei ori prin Movietickets.com și de patru ori prin Fandango—decât biletele online pentru Omul-păianjen 2. Pe 2 mai 2007, Fandango a raportat rata de vânzări ale biletelor ca fiind de șase ori mai mare decât la Omul-păianjen 2. Dorința mare de bilete a determinat cinematografele să adauge o difuzare la 3 dimineața după premiera de la miezul nopții de pe 4 mai 2007 pentru a acoperi cererea.
Canalul FX a semnat un acord valabil pe cinci ani pentru drepturile de televizare ale filmului Omul-păianjen 3, prima difuzare având loc în 2009. Prețul a fost calculat în funcție de încasările filmului, cu o opțiune de trei oportunități pentru cei de la Sony de a vinde drepturile către alte canale TV.

### Promovare
În New York City, orașul de baștină din universul fictiv al Omului-păianjen, au fost amenajate evenimente și expoziții în data de 30 aprilie 2007 pentru a pregăti lansarea lui Omul-păianjen 3. Campania unică a inclus o expoziție cu păianjeni la Muzeul American de Istorie Naturală, workshopuri cu lăstari de plante-păianjen la Grădina Botanică din New York, workshop cu măști ale Goblinului Verde la Muzeul Copiiilor din Manhattan, o căutare cu surprize și un spectacol cu insecte la Grădina Zoologică din Central Park.
Hasbro, care deține drepturile pentru personajele Marvel, a lansat câteva jucării cu personaje din franciză. Acestea au inclus un lansator de pânză de păianjen, împreună cu o gamă de figurine de acțiune, destinate atât copiilor, cât și colecționarilor. Jucăriile cu Goblinul Verde și Doctor Octopus din primele două filme au fost relansate la o dimensiune mai mică pentru a se potrivi cu noile figurine, precum s-a întâmplat și în cazul Șopârlei, Scorpionului, lui Kraven the Hunter, și Rinocerului într-un stil reminiscent cu filmele. Techno Source a creat jucării interactive, inclusiv un „dispozitiv portabil Battle Tronics care se leagă de încheietura jucătorului și mimează gestul de balansare pe pânză a lui Spidey”. Japanese Medicom Toy Corporation a produs obiecte de colecționat, pe care Sideshow Collectibles le-a distribuit în SUA.

### Reacția criticilor
Pe Rotten Tomatoes, Omul-păianjen 3 are un rating de 63% bazat pe 249 de recenzii, cu un rating mediu de 6,1/10. Site-ul consemnează: „cu toate că sunt mai multe personaje și povești, iar scenele de acțiune încă uimesc, Omul-păianjen 3 nu este la fel de rafinat ca primele două.” Pe Metacritic, filmul are un scor de 59 din 100, bazat pe 40 de recenzii, indicând „recenzii mixte sau mediocre”. Audiența de pe CinemaScore i-a acordat filmului nota „B+” pe o scală de la A+ la F, mai mică decât nota de „A–” obținută de către predecesorii săi.
Manohla Dargis de la The New York Times a considerat ritmul filmului „în mare parte greoi” și a spus că îi lipsește umorul. Richard Roeper de la Chicago Sun-Times i-a acordat filmului 2 din 4 stele, spunând, „la câte scene de acțiune sunt, există prea multe scene lente.” Lui David Edelstein de la revista New York i-a lipsit „amenințarea centrifugă” a personajului lui Alfred Molina, notând că „cei trei antagoniști nu fac cât un Doc Ock” (făcând referire la performanța lui Molina în pielea personajului din Omul-păianjen 2). James Berardinelli a simțit că Sam Raimi „s-a întins prea mult” cu atâția antagoniști, spunând că, „Venom este deja prea mult.” Roger Ebert, care acordase Omului-păianjen 2 o recenzie strălucită, i-a acordat continuării 2 din 4 stele și a afirmat că Church nu a exprimat niciodată cum se simte Sandman cu noile puteri, lucru pe care Molina ca Doc Ock în Omul-păianjen 2 l-a făcut „cu vârf și îndesat”; el a spus că filmul este o „dezordine,” cu prea mulți antagoniști, subcapitole, neînțelegeri romantice, conversații și „mulțimi de oameni de pe stradă care se uită în sus și strigă «oooh!» încolo și încoace.” Anthony Lane de la The New Yorker, care acordase Omului-păianjen 2 o recenzie favorabilă, i-a acordat filmului o recenzie negativă, caracterizând filmul ca pe o „dezordine” ce „face regulile din mers.”
Roger Friedman de la Fox News a numit filmul o „operă de 4 stele”, notând că, deși durează mult, a existat destul umor și acțiune. Andy Khouri de la Comic Book Resources a lăudat filmul ca fiind „cu ușurință cel mai complex și bine orchestrat film cu supereroi din toate timpurile […] în ciuda cantității mari de personaje, scenelor de acțiune și intrigii de supererou SF din film, Omul-păianjen 3 nu se simte niciodată îngreunat, anost sau plictisitor.” Jonathan Ross, un mare fan al benzilor desenate, a simțit că filmul a fost cel mai bun din trilogie. Richard Corliss de la Time a felicitat cineaștii pentru abilitatea lor de a „dramatiza anxietatea și trădarea personală în stilul lui Ingmar Bergman, pentru ca mai apoi să le îmbrace în culori țipătoare de benzi desenate”. Wesley Morris de la The Boston Globe, care i-a acordat filmului 4 stele din 5, a scris că este un film bine realizat și inovator, dar spectatorul va ieși de la el „suprasaturat”. Jonathan Dean de la Total Film a simțit că intriga complexă a filmului a contribuit la ritm, în sensul că „rareori pare incoerent sau pierdut […] Omul-păianjen își betonează termenul de valabilitate.” Entertainment Weekly l-a clasat pe Sandman pe locul 8 în ierarhia celor mai bune personaje de film generate pe calculator.
John Hartl de la MSNBC i-a făcut Omului-păianjen 3 o recenzie pozitivă, dar a notat că are anumite hibe, cum ar fi faptul că are „prea multe intrigi”. Opinia sa este împărtășită de Amy Biancolli de la Houston Chronicle care s-a plâns că „scenariul este plin cu personaje secundare, iar povestea deviază atât de mult încât manierismul fermecător al trilogiei se pierde în peisaj.” Jack Matthews de la Daily News a crezut că filmul a fost prea concentrat pe „conversațiile tăcute” dintre Peter și Mary Jane, dar că fanii nu vor fi dezamăgiți de scenele de acțiune. În schimb, Sean Burns de la Philadelphia Weekly a simțit că regizorul „a înlocuit scopul și limitele cu înțelepciunea și căldura care au făcut cele două filme anterioare atât de memorabile.” Ulterior, Raimi însuși va califica filmul cu epitetul „îngrozitor” în timpul unui interviu-podcast.

### Distincții
Filmul a primit nominalizări atât la Premiile Annie, cât și la Premiile BAFTA, prima acordându-i distincția la categoria „Cele mai bune efecte de animație” și ultima la categoria Cele mai bune efecte speciale vizuale. Omul-păianjen 3 nu a câștigat niciunul dintre premiile puse în joc de către Visual Effects Society Awards, fiind nominalizat la patru categorii. Dunst și Maguire au primit câte o nominalizare din partea National Movie Awards. Dunst a fost nominalizată și la categoria „Cea mai bună actriță” la Kids' Choice Awards 2008. Filmul s-a descurcat mai bine la Teen Choice Awards, obținând șapte nominalizări, acestea variind de la „Cel mai bun antagonist” (pentru Grace) la „Cel mai bun dans” (pentru Maguire) și „Cel mai bun sărut” (Dunst și Maguire).
| Premiul                      | Data ceremoniei    | Categoria                                                         | Beneficiar                                                       | Rezultat     |
| ---------------------------- | ------------------ | ----------------------------------------------------------------- | ---------------------------------------------------------------- | ------------ |
| Premiile Annie               | 8 februarie 2008   | Cele mai bune efecte de animație                                  | Ryan Laney                                                       | Nominalizare |
| Premiile BAFTA               | 10 februarie 2008  | Cele mai bune efecte speciale                                     | Scott Stokdyk, Peter Nofz, Kee-Suk Ken Hahn și Spencer Cook      | Nominalizare |
| Kids' Choice Awards          | 29 martie 2008     | Actrița favorită                                                  | Kirsten Dunst                                                    | Nominalizare |
| Golden Trailer Awards        | 31 mai 2007        | Cel mai bun blockbuster                                           | Omul-păianjen                                                    | Câștigat     |
| MTV Movie Award              | 1 iunie 2008       | Cea mai bună luptă                                                | James Franco și Tobey Maguire                                    | Nominalizare |
| MTV Movie Award              | 1 iunie 2008       | Cel mai bun antagonist                                            | Topher Grace                                                     | Nominalizare |
| National Movie Awards        | 27 septembrie 2007 | Cel mai bun film de familie                                       | Omul-păianjen                                                    | Nominalizare |
| National Movie Awards        | 27 septembrie 2007 | Cea mai bună performanță feminină                                 | Kirsten Dunst                                                    | Nominalizare |
| National Movie Awards        | 27 septembrie 2007 | Cea mai bună performanță masculină                                | Tobey Maguire                                                    | Nominalizare |
| People's Choice Awards       | 8 ianuarie 2008    | Cel mai bun cuplu                                                 | Kirsten Dunst și Tobey Maguire                                   | Nominalizare |
| People's Choice Awards       | 8 ianuarie 2008    | Cea mai bună trilogie                                             | Omul-păianjen                                                    | Nominalizare |
| Premiul Saturn               | 24 iunie 2008      | Cel mai bun regizor                                               | Sam Raimi                                                        | Nominalizare |
| Premiul Saturn               | 24 iunie 2008      | Cel mai bun film fantasy                                          | Omul-păianjen 3                                                  | Nominalizare |
| Premiul Saturn               | 24 iunie 2008      | Cele mai bune efecte speciale                                     | Scott Stokdyk, Peter Nofz, Spencer Cook și John Frazier          | Nominalizare |
| Premiul Saturn               | 24 iunie 2008      | Cel mai bun actor într-un rol secundar                            | James Franco                                                     | Nominalizare |
| Premiile Teen Choice         | 26 august 2007     | Alegerea Publicului: Cel mai bun actor                            | Tobey Maguire                                                    | Nominalizare |
| Premiile Teen Choice         | 26 august 2007     | Alegerea Publicului: Cea mai bună actriță                         | Kirsten Dunst                                                    | Nominalizare |
| Premiile Teen Choice         | 26 august 2007     | Alegerea Publicului: Cel mai bun film de acțiune                  | Omul-păianjen 3                                                  | Nominalizare |
| Premiile Teen Choice         | 26 august 2007     | Alegerea Publicului: Cel mai bun dans                             | Tobey Maguire                                                    | Nominalizare |
| Premiile Teen Choice         | 26 august 2007     | Alegerea Publicului: Cel mai bun sărut                            | Kirsten Dunst și Tobey Maguire                                   | Nominalizare |
| Premiile Teen Choice         | 26 august 2007     | Alegerea Publicului: Cea mai bună luptă                           | James Franco, Tobey Maguire, Topher Grace și Thomas Haden Church | Nominalizare |
| Premiile Teen Choice         | 26 august 2007     | Alegerea Publicului: Cel mai bun antagonist                       | Topher Grace                                                     | Nominalizare |
| Visual Effects Society Award | 10 februarie 2008  | Cele mai bune efecte speciale dintr-un film                       | Scott Stokdyk, Terry Clotiaux, Spencer Cook și Douglas Bloom     | Nominalizare |
| Visual Effects Society Award | 10 februarie 2008  | Cel mai bun personaj animat dintr-un film                         | Chris Y. Yang, Bernd Angerer, Dominick Cecere și Remington Scott | Nominalizare |
| Visual Effects Society Award | 10 februarie 2008  | Cele mai bune modele/miniaturi dintr-un film                      | Ian Hunter, Scott Beverly, Forest P. Fischer și Ray Moore        | Nominalizare |
| Visual Effects Society Award | 10 februarie 2008  | Cele mai bune efecte vizuale într-un film bazat pe efecte vizuale | Scott Stokdyk, Terry Clotiaux, Peter Nofz și Spencer Cook        | Nominalizare |

### Încasări
Omul-păianjen 3 a câștigat 336,5 milioane de dolari în America de Nord și 554,3 milioane de dolari în restul teritoriilor pentru un total de 890,9 milioane de dolari. La nivel internațional, este al treilea cel mai profitabil film al anului 2007, cel mai profitabil film din trilogia originală Omul-păianjen a lui Sam Raimi, și a fost cel mai profitabil film distribuit de perechea Sony/Columbia până la 007: Coordonata Skyfall din 2012. Filmul a stabilit un record mondial pentru o singură zi (104 milioane $ câștigate) în prima vineri și și-a depășit propriul record sâmbătă (117,6 milioane de dolari câștigate). A stabilit și un record pentru cel mai profitabil weekend de deschidere cu 381,7 milioane de dolari, iar acum se află pe locul cinci în această ierarhie (primul film care l-a depășit fiind Harry Potter și Prințul Semipur). Ecranizările IMAX au adus un profit de 20 milioane de dolari pe o perioadă de 30 de zile, mai repede decât orice alt film 2D remasterizat în acest format.
În America de Nord, Omul-păianjen 3 este al 49-lea cel mai profitabil film din toate timpurile, al treilea film cu cele mai mari încasări din franciza Omul-păianjen, al treilea film cu cele mai mari încasări distribuit de perechea Sony/Columbia, și cel mai profitabil film al anului 2007. Pelicula a vândut aproximativ 48.914.300 de bilete. A fost lansat în 4.252 de cinematografe (în jur de 10.300 de ecrane) în data de vineri, 4 mai 2007. A stabilit un record de o singură zi și pentru ziua de deschidere de 59,8 milioane de dolari (ambele recorduri fiind depășite prima oară de Cavalerul negru). Acest record a inclus cele 10 milioane de dolari venite din ecranizările de la miezul nopții. Omul-păianjen 3 a stabilit apoi un record în primul weekend de la lansare cu 151,1 milioane $ (prima oară depășit de Cavalerul negru), cu o medie de 35.540 de dolari câștigați per cinematograf (depășit ulterior de Hannah Montana & Miley Cyrus: Best of Both Worlds Concert), și un weekend de lansare în IMAX cu 4,8 milioane de dolari câștigați (prima oară depășit de Cavalerul negru). Filmul a stabilit recorduri în zilele de vineri și duminică și a obținut cele mai mari câștiguri cumulative după a doua, a treia și a patra zi de la lansare (toate recordurile fiind depășite prima oară de Cavalerul negru). A stabilit un record și după încasările de sâmbătă (depășit de Răzbunătorii).
În afara Americii de Nord, este al 23-lea cel mai profitabil film din toate timpurile, cel mai profitabil film din trilogia originală Omul-păianjen a lui Sam Raimi și al treilea film cu cele mai mari încasări distribuit de Sony/Columbia. În ziua premierei (marți, 1 mai 2007), Omul-păianjen 3 a încasat 29,2 milioane $ din 16 teritorii, o creștere cu 86% față de profitul lui Omul-păianjen 2 din ziua premierei. În 10 din 16 teritorii, Omul-păianjen 3 a stabilit noi recorduri pentru ziua lansării. Aceste teritorii sunt Japonia, Coreea de Sud, Hong Kong, Thailanda, Malaezia, Singapore, Taiwan, Filipine, Franța, și Italia. În Germania, filmul a depășit profitul din ziua lansării de la Omul-păianjen 2. După șase zile de la lansare, filmul a câștigat 230,5 milioane de dolari din 107 de piețe, ajungând pe locul 1 în toate acestea. Omul-păianjen 3 a stabilit recorduri de lansări pe 29 de piețe printre care Italia, China, Coreea de Sud (în ultima dintre ele a fost depășit de Pirații din Caraibe: La capătul lumii), India, Singapore, Filipine, Hong Kong, Thailanda, Malaezia, Taiwan, Indonezia, Mexic, Brazilia, Argentina, Columbia, și Peru. Cu toate acestea, multe dintre aceste recorduri au fost obținute datorită deschiderii ce s-a întins pe șase zile, în timp ce fostele deținătoare ale acestor recorduri au avut deschideri ce s-au întins pe doar cele trei zile tradiționale (în unele țări existând și două, patru sau cinci zile de deschidere tradiționale). În India, filmul a încasat 16,4 milioane de dolari și a fost al șaptelea cel mai profitabil film al anului 2007 de acolo. Omul-păianjen 3 a fost pe primul loc în ierarhia încasărilor în afara Americii de Nord pentru trei weekenduri consecutive.

### Lansarea pe DVD
Omul-păianjen 3 a fost lansat în Regiunea 4 în Australia pe format anamorfic-ecran larg în data de 18 septembrie 2007. Pentru Regiunea 2 în Regatul Unit, filmul a fost lansat pe 15 octombrie 2007. Omul-păianjen 3 a fost lansat pe DVD în teritoriile din Regiunea 1 pe 30 octombrie 2007. Filmul este disponibil în ediții cu 1 sau 2 discuri, pe format standard sau Blu-ray, precum și la pachet cu filmele anterioare și o variantă de PSP. Sam Raimi, Tobey Maguire, Kirsten Dunst, James Franco, Thomas Haden Church, Topher Grace, Bryce Dallas Howard, Laura Ziskin, Avi Arad, și Grant Curtis sunt cei care au contribuit la comentariile audio de pe DVD.
Sony a anunțat planuri de a crea „una dintre cele mai mari” campanii de promovare de la Hollywood pentru lansarea de pe DVD din data de 30 octombrie 2007. Având un parteneriat cu Papa Johns, Sony a tipărit 8,5 miliarde de broșuri pentru cutii de pizza și reclame pentru TV, radio și online. Sony a lucrat și cu Pringles Potato Crisp, Blu-Tack, Jolly Time Pop Corn, și Nutella. Vicepreședinta de marketing de la Sony, Jennifer Anderson, a declarat că studioul a cheltuit între 15% și 25% din bugetul de promovare pe campania reclamelor digitale; de aici, Papa Johns trimitea mesaje SMS-uri cu reclame către celulare. Anderson a declarat că vor avea loc trei concursuri pentru consumatori, unde aceștia vor avea șansa de a câștiga premii din partea lui Sony și a partenerilor săi.
În Statele Unite, filmul a avut încasări de peste 124 milioane de dolari din vânzările de pe DVD. A câștigat peste 43,76 milioane de dolari din închirierile de DVD și Blu-ray în 11 săptămâni. Cu toate acestea, vânzările de pe DVD au fost sub așteptările industriei.

#### Omul-păianjen 3: Montajul editorilor(2017)
În 2017, Sony a anunțat că „o versiune a editorilor” a lui Omul-păianjen 3 va fi lansată pentru a celebra cea de-a 10-a aniversare, împreună cu setul pentru Blu-ray Omul-păianjen: Origins pe 13 iunie 2017. Filmul conține muzica nefolosită a lui Christopher Young și este cu două minute mai scurt decât varianta pentru cinematografe. Anumite scene sunt reîncadrate sau eliminate complet, iar filmul include trei scene noi, trei scene modificate, și o scenă extinsă. Omul-păianjen 3: Editor's Cut a fost lansat ulterior împreună cu Spider-Man Legacy Collection 4K Blu-ray Box Set.

## Continuarea anulată și relansarea
În 2007, Omul-păianjen 4 a intrat în etapa de dezvoltare, Raimi fiind atașat ca regizor, urmând ca Maguire, Dunst și alți membri ai distribuției să-și reia rolurile. Un al patrulea și al cincilea film erau în stadiul de plan de viitor și s-a luat în considerare ideea filmării amândurora concomitent. Raimi a declarat însă în martie 2009 că doar al patrulea film era în dezvoltare în acel moment, iar dacă vor exista filmele cu numărul 5 și 6, acele două vor fi continuări de sine stătătoare. După informații timpurii de la începutul lui 2007 cum că Sony Pictures l-a contactat pe David Koepp, cel care a scris povestea primului film Omul-păianjen, pentru a scrie scenariul, James Vanderbilt a fost angajat pentru a îndeplini această sarcină. Scenariul a fost ulterior rescris de dramaturgul câștigător de premiu Pulitzer, David Lindsay-Abaire în noiembrie 2008, iar mai apoi rescris din nou de către Gary Ross în octombrie 2009. Sony l-a contactat pe Vanderbilt pentru scenariile de la Omul-păianjen 5 și Omul-păianjen 6.
În 2007, Raimi și-a exprimat interesul pentru zugrăvirea transformării doctorului Curt Connors în alter-ego-ul său malefic, Lizard, un antagonist care a fost anunțat încă de la Omul-păianjen 2; actorul Dylan Baker și producătorul Grant Curtis au fost și ei entuziasmați de această idee. În decembrie 2009, John Malkovich era în negocieri pentru a-l juca pe Vultur și Anne Hathaway pentru Felicia Hardy, cu toate că transformarea nu ar fi avut loc în costumul lui Black Cat (ca în benzile desenate), ci într-un nou personaj cu superputeri, the Vulturess. Conform surselor din online, un draft timpuriu al filmului l-ar fi prezentat pe Vultur cumpărând Daily Bugle, forțându-l pe Omul-păianjen să-l omoare. Felicia Hardy, fiica Vulturului în această versiune a scenariului, urma să aibă o aventură cu Peter Parker pentru a-i distruge logodna cu Mary Jane. Aceste zvonuri nu s-au confirmat niciodată. Cu toate acestea, Raimi a declarat într-un interviu din 2013 că Hathaway urma să o joace pe Black Cat dacă ar fi fost filmat Omul-păianjen 4.
Sony Pictures a anunțat în ianuarie 2010 că planurile pentru Omul-păianjen 4 au fost anulate datorită retragerii lui Raimi din proiect. Raimi și-ar fi încheiat conturile deoarece avea îndoieli că poate livra filmul pentru o lansare programată pe 6 mai 2011 și că nu poate fi creativ întru totul în această perioadă scurtă de timp. Conform surselor, Raimi a citit patru versiuni ale scenariului, scrise de către scenariști diferiți, dar încă era „nemulțumit”.
Un reboot al francizei, Uimitorul Om-păianjen, a fost lansat pe 3 iulie 2012, cu Andrew Garfield în rolul lui Peter Parker. O continuare a acestui film a avut premiera pe 2 mai 2014, în care Andrew Garfield și-a reluat rolul în costumul supereroului.
În noiembrie 2013, directorul Sony Pictures Entertainment, Michael Lynton, le-a spus analiștilor: „Avem ambiția de a crea un univers și mai mare în jurul Omului-păianjen. Sunt câteva scenarii în lucru”. Un film-spinoff cu Venom în rolul principal se afla în stadii timpurii de dezvoltare prin 2008.
În februarie 2015, Sony Pictures și Marvel Studios au anunțat că Omul-păianjen va apărea în Universul Cinematografic Marvel (UCM), personajul făcându-și apariția pentru prima oară în filmul Căpitanul America: Război civil din 2016. Sony a lansat Omul-Păianjen: Întoarcerea acasă pe 7 iulie 2017, și va continua să finanțeze, să distribuie, să dețină și să aibă controlul creativ final asupra filmelor cu Omul-păianjen. Marvel Studios va explora oportunitățile de a integra alte personaje din Universul Cinematografic Marvel în următoarele filme cu Omul-păianjen.
În martie 2017, s-a dezvăluit că imagini de arhivă ale mulțimii de oameni care reacționează atunci când Omul-păianjen o salvează pe Gwen Stacy, din rola B a lui Omul-păianjen 3, au fost folosite în filmul Viață, primele semne din 2017.

## Lectură ulterioară
- Peter David (martie 2007). Spider-Man 3 (Mass Market Paperback). Novelization of the film. Pocket Star. ISBN 1-4165-2721-4.
- Grant Curtis (26 aprilie 2007). The Spider-Man Chronicles: The Art and Making of Spider-Man 3 (Hardcover). Chronicle Books. ISBN 0-8118-5777-8.